# 간나리촌
간나리촌(金成村)은 일본 미야기현 구리하라군에 있던 촌이다.현재의 구리하라시 간나리에 해당한다. 오슈 가도의 역참 마을이었다. 또한 2005년까지 존재했던 간나리정은 1955년에 신설 합병에 의해 성립한 것으로, 본촌과는 별개의 자치체이다.

## 연혁
- 1889년 4월 1일 - 정촌제 시행과 함께 구리하라군 간나리촌이 성립하였다. 단 간나리촌은 단독으로 자치체를 형성하였다.
- 1955년 1월 1일 - 사와베촌 쓰쿠모촌 하기노촌과 합병해 간나리정이 되어 간나리촌은 폐지하였다.
- 2005년 4월 1일 - 간나리정이 우구이스자와정, 구리코마정, 시와히메정, 세미네정, 다카시미즈정, 쓰키다테정, 와카야나기정과 합병해 구리하라시가 성립하였다.

## 교통

### 도로
- 국도 4호선

도호쿠 자동차도 구간중 일부인 와카야나기카네나리 나들목 부분은 합병 당시 통행은 미개통이였다.